# Адмірал (Велика Британія)

Погон адмірала Королівського ВМФ Великої Британії

Нарукавний шеврон адмірала Королівського військово-морського флоту Великої Британії

Адмірал Королівського військово-морського флоту Великої Британії (нім. Admiral (Royal Navy) — найвище військове звання генералітету в Королівському ВМФ Великої Британії в мирний час. Незважаючи на те, що звання нижче за ранг адмірал флоту, воно є вищим рангом для професійних офіцерів британських військово-морських сил, що присвоюється під час проходження військової служби.
Військове звання «адмірал» вище за звання віцеадмірал й нижче за звання адмірал флоту, яке зараз слугує, як почесне звання або присвоюється лише у воєнний час. Адмірал дорівнює званням головний маршал авіації в Королівських ВПС та генерал у Британській армії.

## Галерея

погон адмірала Королівського військово-морського флоту Великої Британії до 2001 року
Британська система присвоєння військового звання адмірал у 19 столітті
Командний прапор адмірала Королівського ВМФ Великої Британії
Командний прапор віцеадмірала Королівського ВМФ Великої Британії
Командний прапор контрадмірала Королівського ВМФ Великої Британії